# Eduard Sperling
Georg Eduard Sperling, noto anche come Ede Sperling (Hamm, 29 novembre 1902 – Dortmund, 24 febbraio 1985), è stato un lottatore tedesco, specializzato nella lotta greco-romana e libera.

## Biografia
Iniziò la carriera agonistica praticando il pugilato, ma passò presto alla lotta olimpica.
Rappresentò la Germania ai Giochi olimpici estivi di Amsterdam 1928 e Los Angeles 1932, vincendo rispettivamente un argento e un bronzo nella lotta greco-romana, categoria dei pesi leggeri. Tra i suoi successi figurano anche tre titoli continentali (Budapest 1927, Dortmund 1929, Praga 1931). Fu cinque volte campione tedesco (1927, 1931, 1932, 1936 nella lotta greco-romana e 1934 nello stile libero), nonché vice-campione tedesco nel 1926. Nel 1934 si classificò terzo ai campionati del suo Paese nella greco-romana.
Dal 1925-28 visse a Norimberga per lavorare con l'allenatore locale Karl Döppel. Fu di autista e custode.

## Palmarès
- Giochi olimpici

Amsterdam 1928: argento nella lotta greco-romana, pesi leggeri;
Los Angeles 1932: bronzo nella lotta greco-romana, pesi leggeri;
- Europei

Budapest 1927: oro nei -67,5 kg;
Dortmund 1929: oro nei -67,5 kg;
Praga 1931: oro nei -66 kg;